# Plavecký Štvrtok
Plavecký Štvrtok é um município da Eslováquia, situado no distrito de Malacky, na região de Bratislava. Tem 24,18 km² de área e sua população em 2019 foi estimada em 2477 habitantes.

## Demografia
| Ano:        | 1994 | 2004    | 2014   | 2024    |
| ----------- | ---- | ------- | ------ | ------- |
| Broj ljudi: | 1945 | 2296    | 2353   | 2609    |
| Razlika:    |      | +18,04% | +2,48% | +10,87% |

| Ano:               | 2023 | 2024   |
| ------------------ | ---- | ------ |
| Número de pessoas: | 2619 | 2609   |
| Diferença:         |      | -0,38% |